# Allactaga williamsi
Allactaga williamsi es una especie de roedor de la familia Dipodidae.

## Distribución geográfica
Se encuentran en Afganistán, Armenia, Azerbaiyán, Irán y Turquía.